# Sikorsky CH-124 Sea King
Le Sikorsky CH-124 Sea King est un type d'hélicoptère militaire de lutte anti-sous-marine conçu pour être utilisé à partir d'un navire. Il est la variante canadienne du Sikorsky S-61 américain[réf. nécessaire]. Il est en service dans la Marine royale canadienne (MRC), puis les Forces canadiennes (FC), de 1963 à 2018.
Le Sea King est assigné aux destroyers de classe Iroquois, aux frégates de classe Halifax et aux navires ravitailleurs de classe Protecteur. Lorsqu'il est déployé, le Sea King embarque quatre hommes d'équipage (2 pilotes, un coordonnateur tactique et un opérateur).
Il a servi dans la Marine royale canadienne (MRC) et les Forces armées canadiennes de 1963 à 2018.

## Conception et développement
L’avènement des sous-marins à propulsion nucléaire à la fin des années 1950 est considéré par la MRC comme une nouvelle menace. En effet, les nouveaux sous-marins nucléaires pouvaient atteindre la vitesse de 30 nœuds (56 km/h) en immersion. Ils étaient donc plus rapide que le nouveau destroyer d’escorte de la classe St. Laurent de la MRC, qui pouvait atteindre la vitesse maximale de 28,5 nœuds (52,8 km/h).
L'état-major s'est donc demandé comment les destroyers pourraient poursuivre et détruire efficacement des navires aussi rapides, même lorsqu’ils opéraient en groupe. Lors d’une réunion du Conseil naval du 25 février 1959, il a été décidé de contrer la menace par l'utilisation d'hélicoptères embarqués sur des destroyers.
La MRC a examiné la faisabilité de l’exploitation d’hélicoptères ASW à partir de petites escortes, ajoutant une plate-forme d’atterrissage temporaire d’hélicoptères à la frégate de classe Prestonian NCSM Buckingham au milieu de l'année 1956. Des essais eurent lieu en octobre 1956 à l’aide d’un Sikorsky HO4S-3.
Le Sikorsky HO4S-3, alors utilisé par la MRC, ne pouvait pas fonctionner en toute sécurité par mauvais temps avec une charge d’armes lourdes et de capteurs, ce qui serait impératif pour la lutte anti-sous-marine. La MRC décida donc que l'utilisation d'un hélicoptère plus performant était nécessaire. Les études initiales de 1959 ont identifié deux hélicoptères qui semblaient appropriés – le Sikorsky S-61 (HSS-2) et le Kaman K-20 (HU2K) – mais aucun des deux avions n’avait volé à l’époque, donc aucun choix n’a été fait. Après que d’autres études eurent conclu que le plus petit Kaman satisferait mieux aux exigences de la MRC, le Conseil du Trésor approuva un achat initial de 12 hélicoptères HU2K pour 14,5 millions de dollars en décembre 1960.
Malgré ce revers apparent pour Sikorsky, plusieurs facteurs ont fait dérailler la proposition de Kaman. Lorsque le Naval Board a tenu une réunion de suivi le 27 janvier 1961, il a été révélé que le prix demandé des 12 unités initiales avait presque doublé pour atteindre 23 millions de dollars, six semaines seulement après l’approbation du Conseil du Trésor. Le Naval Board a toujours approuvé le HU2K, mais il y avait quelques doutes sur la forte augmentation des prix et des rapports selon lesquels les projections de performance de Kaman pourraient être trop optimistes. Le Naval Board a décidé d’attendre les prochains essais en mer de l’USN du HU2K avant une décision finale.

## Caractéristiques
Le Sea King embarque quatre hommes d'équipage (2 pilotes, un coordonnateur tactique et un opérateur).

## Historique

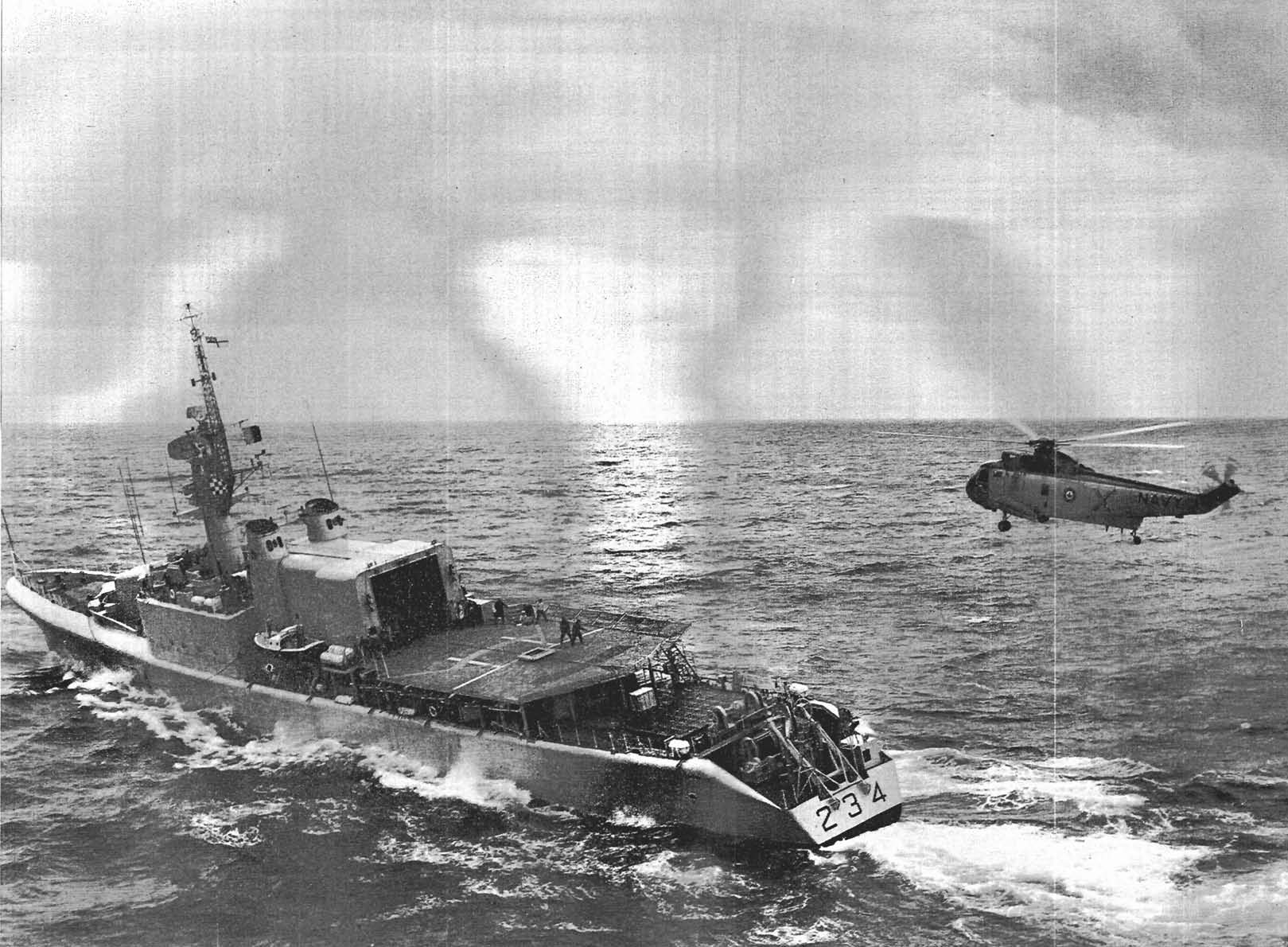
Un des premiers Sea King canadiens en 1964 avec le HMCS Assiniboine équipé du premier Beartrap.

En 1963, la MRC autorise l'achat de 41 hélicoptères Sea King, désignant ces derniers sous le nom de CHSS-2 Sea King.
Les composants sont construits au Connecticut par l'entreprise Sikorsky. La plupart sont assemblés à Longueuil par United Aircraft of Canada. En 1968, le CHSS-2 est renommé CH-124 lors de l'unification des Forces canadiennes.
La MRC développe une technique pour permettre à ces gros hélicoptères d'atterrir sur de petits ponts de navires. Cette dernière implique l'utilisation d'un treuil « rabatteur » (hauldown), nommé Beartrap (en), ou familièrement Crazy Canucks par l'équipage. Ce dernier permet de récupérer les Sea King sous à peu près n'importe quelles conditions en mer.
Afin de détecter des sous-marins, le Sea King traîne un sonar au bout d'un câble d'environ 100  à   150 mètres de long. On peut également équiper le Sea King d'un FLIR afin de détecter des navires de surface de nuit.
Au cours des années, le CH-124 a été rénové et mis à niveaux un grand nombre de fois.
Le 1er décembre 2018, une cérémonie a lieu sur l'île Vancouver pour le retrait officiel des CH-124. Sur les 29 Sea Kings survivants, neuf sont destinés à des musées où ils doivent être exposés, quinze vendus, trois mis à la ferraille.

## Remplacement

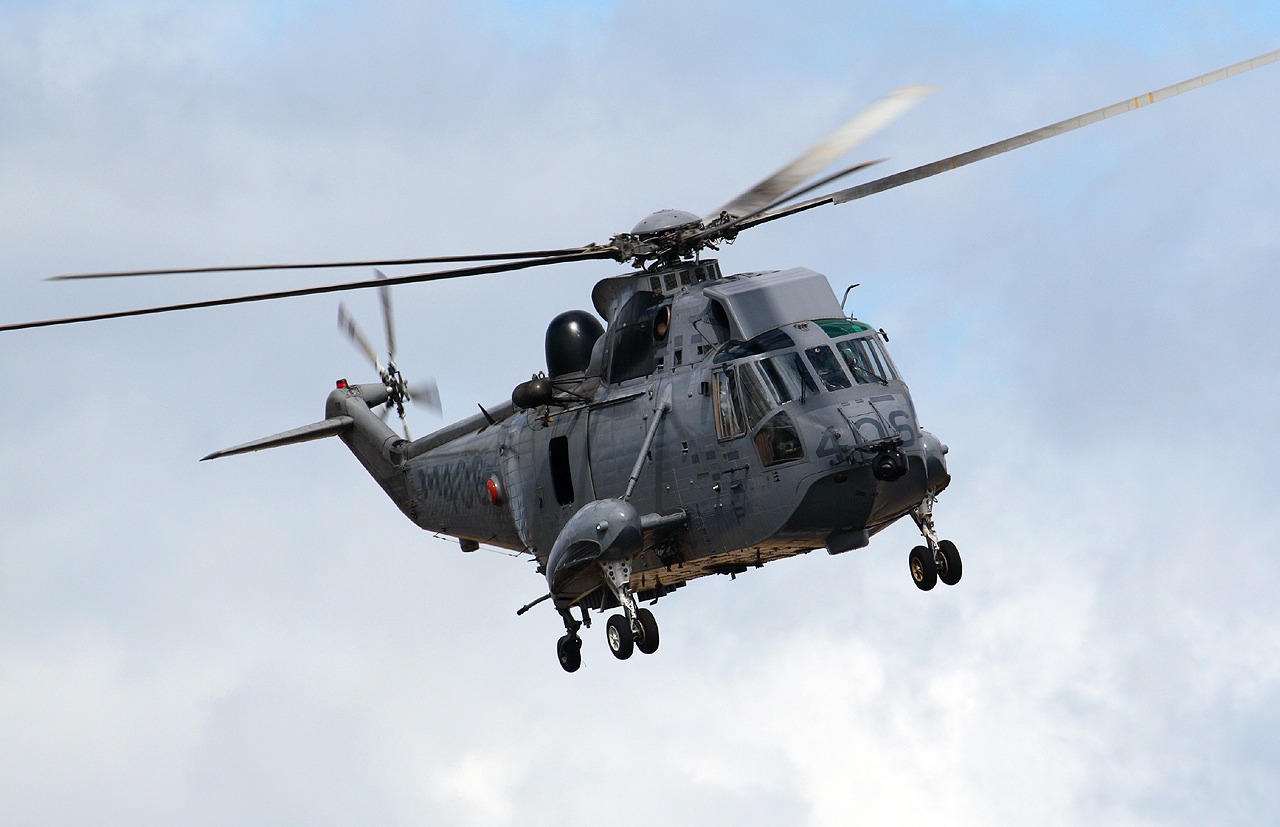
Sikorsky CH-124A Sea King.

En 1983, le Ministère de la Défense nationale (MDN) fait des recherches pour renouveler les Sea King.
Au milieu des années 1980, les Forces canadiennes commencent à percevoir le Sea King comme étant trop petit pour la guerre anti-sous-marine. En conséquence, en 1985, le Parti progressiste-conservateur du Canada lance le projet New Shipboard Aircraft (NSA) afin de remplacer le Sea King.
En avril 1986, le NSA lance un appel d'offres. Trois concurrents sont envisagés sérieusement : le S-70 SeaHawk de Sikorsky, le AS332F Eurocopter Super Puma d'Aérospatiale et le EH-101 d'AgustaWestland.

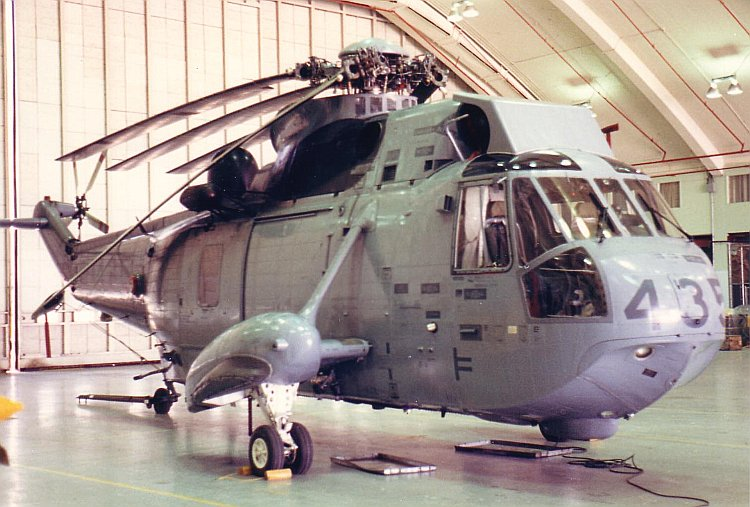
Sikorsky CH-124A Sea King avec ses pales repliées pour entreposage.

Sikorsky se retire de la course. En 1987, le gouvernement Mulroney annonce la commande de 35 hélicoptères EH-101 pour remplacer les CH-124 Sea King. 
À la fin de cette décennie, les Forces canadiennes doivent également remplacer la flotte de CH-113 Labrador (en). En 1991, le gouvernement Mulroney joint le renouvellement des CH-113 à la commande, voulant bénéficier d'économies diverses. La commande passe ainsi à 50 hélicoptères pour un montant estimé à 5,8 milliards de dollars canadiens ($CAN), (
9 milliards de $CAN actuels).
Au début des années 1990, le gouvernement canadien affronte un déficit et un taux de chômage croissant, le programme de renouvellement de la flotte d'hélicoptères n'est pas très populaire. En 1993, la nouvelle cheffe du parti Kim Campbell tente de calmer le jeu en réduisant la commande à un montant de 4,4 milliards de $CAN (
7 milliards de $CAN actuels). Le chef du Parti libéral du Canada, Jean Chrétien, promet d'annuler le renouvellement des hélicoptères et en fait un enjeu électoral lors de l'élection fédérale canadienne de 1993.
Peu de temps après son élection en octobre 1993, le gouvernement Jean Chrétien ordonne l'annulation de la commande d'hélicoptère, entraînant le paiement d'une pénalité de 500 millions de $CAN (
776 millions de $CAN actuels). Ce geste sera critiqué plus tard, au fur et à mesure que les Sea King vieillissent.
Au milieu de la décennie, chaque Sea King nécessite plus de 30 heures de maintenance pour chaque heure de vol, un rapport jugé « exagérément disproportionné » par le coordonnateur des Amis De l'Aviation Maritime (ADAM/FOMA), un organisme lié à la Canadian Naval Officers Association, dans une lettre de février 1999,.
Le 27 février 2003, un Sea King s'écrase sur le pont du HMCS Iroquois (en) lors d'un déploiement en mer d'Arabie. Plus tard la même année, la flotte entière est maintenue au sol (à l'exception des opérations essentielles) pour plusieurs semaines après la perte de puissance de deux appareils à quelques jours d'intervalle.
Le gouvernement libéral commence un processus de renouvellement des appareils en deux parties. En décembre 2002, le ministre de la défense John McCallum critique le projet en deux parties et tente d'établir un projet en une partie.
Après la retraite de Jean Chrétien, le nouveau chef du Parti libéral Paul Martin fait une priorité du remplacement des Sea King.
En juillet 2004, on annonce que les Sea King seront remplacés par une variante du Sikorsky H-92 Superhawk, le Sikorsky CH-148 Cyclone. La livraison des 28 appareils prévu alors pour 2008. Après divers problèmes, la date de livraison est repoussée en 2010.
Finalement le 19 juin 2015, les 6 premiers Cyclone opérationnels sont livrés à la marine canadienne sur la base des Forces canadiennes Halifax. Leur capacité opérationnelle initiale est achevée le 7 juin 2018 et 28 appareils doivent être livrés d'ici décembre 2021 pour un coût, selon une prévision en 2015, de 7,6 milliards de dollars canadiens (
8 milliards de $CAN actuels).
Le dernier Sikorsky CH-124 Sea King quitte le service actif le lundi 17 décembre 2018. La dernière unité à voler dessus était le 443e Escadron d’Hélicoptères Maritimes sis sur l’île de Vancouver.